# Italdesign Nasca
Italdesign Nazca, или BMW Nazca, — концептуальные спортивные автомобили, разработанные и представленные в 1991—1993 годах известной автомобильной дизайнерской компанией Italdesign Giugiaro, основанной Джорджетто Джуджаро.

## Nazca M12
Автомобиль оснастили 5 литровым двигателем V12 от BMW 850i, мощностью 300 л. с. Трансмиссия 5-ступенчатая механическая. Полностью углепластиковый кузов, с общей массой 1100 кг. Коэффициент лобового сопротивления составлял 0.26 единиц. Лобовое стекло соединялось с боковыми стеклами сложной конструкции, и вместе они формировали крышу автомобиля. Такая конструкция обеспечивала комфортный обзор на 360 градусов. Двери открывались в два приёма — сначала открывалась нижняя часть, затем поднималось боковое стекло с электроприводом. В машине имелось запасное колесо и небольшой багажный отсек сзади.
Всего было построено три опытных образца, причём один из них с правым расположением руля — автомобиль синего цвета, с порядковым номером 003, в мае 2011 года продавался в Чехии. Образец был произведён для султана государства Бруней Хассанал Болкиах и его брата принца Джефри Болкиах. Этот образец оснащался двигателем S70B56 BMW V12 увеличенной мощности, доработка производилась фирмой Alpina.

## Nazca C2
Автомобиль впервые показали публике в 1992 году на Токийском автосалоне.
Italdesign Nazca C2 имеет двигатель V12 Alpina объёмом 4988 см³, с увеличенной до 350 л. с. мощностью. Крутящий момент двигателя — 470 ньютон-метров. Передача мощности происходит с помощью шестиступенчатой коробки переключения передач, которая передаёт мощность на задние колеса. За 4,2 секунды Nazca C2 разгоняется с 0 до 100 км/час. Максимальная скорость автомобиля в соответствии с заводскими спецификациями — 297 км/час. Машина оснащена 70-литровым бензобаком и потребляет 10,4 литра топлива на 100 км. Также после работы над кузовом был снижен вес автомобиля на 100 кг.

## Nazca C2 Spider
В 1993 году в Italdesign разработали новую, слегка измененную версию C2, которая называлась C2 Spider. Кроме того, в этой версии был переделан двигатель. Это была самостоятельная работа сына Джорджетто Джуджаро — Фабрицио Джуджаро.
Машина оснащена 5,6-литровым мотором V12 S70B56 от BMW 850CSi, мощность которого составляет 380 лошадиных сил. У автомобиля была сильно изменена задняя часть, сняты боковые стекла, а также убран стеклянный колпак над двигателем. При дожде машина легко изменялась в купе; части, необходимые для этого, располагались в багажнике.

## Nazca C2 в киноиндустрии
Режиссёром Карло Ванцина была взята модель автомобиля Nazca C2 для использования в сцене его фильма 1996 года — «A spasso nel tempo».